# 디젤매니아
디젤매니아는 대한민국의 패션 커뮤니티에 네이버 카페이다.

## 역사
- 2005년 6월 25일 - 디젤매니아 개설
- 2015년 6월 25일 - 디젤매니아 개설 10주년

## 사건 및 사고
배우 하연수에게 성희롱성 댓글을 달던 회원이 고소 위협을 받자 사과했다. 디젤매니아에서는 이런 식의 고질적 악성 댓글이 7년이 넘게 지속적으로 달렸다고 한다.